# Nanteuil-sur-Aisne
Nanteuil-sur-Aisne település Franciaországban, Ardennes megyében. Lakosainak száma 149 fő (2022. január 1.). Nanteuil-sur-Aisne Acy-Romance, Avançon, Barby és Taizy községekkel határos.

## Népesség
A település népességének változása:
| Lakosok száma | 129  | 133  | 132  | 125  | 111  | 124  | 135  | 145  | 146  | 149  |
|               | 1968 | 1982 | 1990 | 2006 | 2013 | 2015 | 2017 | 2019 | 2020 | 2022 |